# Грузино-джибутийские отношения
Грузино-джибутийские отношения — дипломатические отношения между Республикой Джибути в Восточной Африке и Грузией в Восточной Европе.

## История
Двусторонние отношения между Джибути и Грузией начались 22 ноября 2000 года. У государств очень мало официальных связей.
В сентябре 2018 года после смерти премьер-министра Абхазии Геннадия Гагулия Харби Муса, политический чиновник посольства Джибути в Москве, посетил посольство Абхазии, чтобы выразить соболезнования. Официальный Тбилиси расценил этот шаг как нарушение территориальной целостности Грузии. Однако, через несколько недель после инцидента, Джибути проголосовала в поддержку принятой Грузией резолюции ООН, призывающей к возвращению внутренне перемещенных лиц в Абхазию и Южную Осетию после многих лет воздержания от подобных голосований.

## Дипломатическая миссия
Грузия представлена в Джибути с 2013 года своим посольством в Аддис-Абебе, Эфиопии, которое также охватывает Сейшельские острова и Сомали. Руководители миссии:
- 2013–2017: Вахтанг Джаошвили
- 2018–: Зураб Двалишвили

Джибути не имеет дипломатической миссии в Грузии.

## Визовый режим
Граждане Грузии и Джибути должны получить визу на срок до 30 дней для посещения друг друга.